# John Lamont (homme politique écossais)
Pour les articles homonymes, voir John Lamont.
John Robert Lamont, né le 15 avril 1976 à Kilwinning, est un homme politique du Parti conservateur écossais et un avocat qui est député de Berwickshire, Roxburgh et Selkirk depuis 2017. Lamont a précédemment été membre du Parlement écossais (MSP) pour Roxburgh et Berwickshire, plus tard Ettrick, Roxburgh et Berwickshire après des changements de frontières, de 2007 à 2017. 

## Jeunesse
John Lamont est né le 15 avril 1976 à Kilwinning de Robert et Elizabeth Lamont. Il fait ses études à la Kilwinning Academy et étudie à la Faculté de droit de l'Université de Glasgow où il obtient un diplôme de première classe. Il travaille comme solicitor chez Freshfields à Londres puis chez Brodies à Édimbourg . 

## Carrière politique
En 2002, Lamont se présente comme candidat dans l'arrondissement londonien de Lambeth dans le quartier de Brixton où il termine à la 10e place. En plus de s'impliquer dans la politique locale, il est président de son association conservatrice locale et est candidat du Parti conservateur pour Berwickshire, Roxburgh et Selkirk aux élections générales de 2005, 2010 et 2015. 
En mai 2007, Lamont est élu membre du Parlement écossais pour Roxburgh et Berwickshire. Lors de l'élection du Parlement écossais de 2011, il remporte le siège nouvellement constitué d'Ettrick, Roxburgh et Berwickshire avec une majorité accrue. En tant que MSP, il est whip en chef conservateur écossais et directeur des affaires parlementaires . Du 1er mars au 22 mars 2011, Lamont est brièvement président du comité de justice à la suite de la démission de Bill Aitken. Il provoque la controverse en mai 2011, pour avoir accusé l'éducation catholique dans l'ouest de l'Écosse d'être «le conditionnement des attitudes sectaires parrainé par l'État». À la suite de la démission d'Annabel Goldie en tant que chef des conservateurs écossais, Lamont est pressenti comme candidat potentiel pour la remplacer, mais il aurait « auto-détruit » ses chances à la suite de ses remarques sur les écoles catholiques .  
Lamont annonce son intention de quitter son siège de Holyrood à compter du 4 mai 2017 pour se présenter aux élections anticipées de 2017 pour Berwickshire, Roxburgh et Selkirk. Sa démission déclenche une élection partielle dans la circonscription, qui est remportée par Rachael Hamilton des conservateurs écossais. En juin 2017, il est élu député de Berwickshire, Roxburgh et Selkirk, avec une majorité de 11 100 voix; qui en fait le siège conservateur le plus sûr en Écosse. Lors des élections générales de décembre 2019, il est réélu mais avec une majorité inférieure d'environ 5100 voix. 